# Larry David
Lawrence Gene "Larry" David (Brooklyn, New York City, 2. srpnja 1947.) američki je scenarist, komičar, glumac, i producent. Zajedno s komičarom Jerry Seinfeldom je autor jednog od najpopularnijeg sitcoma svih vremena - Seinfeld (od 1989. do 1998. godine, 9 sezona, 180 epizoda). Od 2000. godine počinje prikazivanje HBO sitcoma baziranog na njegovom vlastitom životu - Bez oduševljenja, molim! (u originalu: Curb Your Enthusiasm; od 2000. – 2011.). Od strane drugih komičara proglašen je 23. najvećim komičarem svih vremena (izbor televizijske postaje "Channel 4"). Zanimljivo je da na popisu Top 50 komičara nema Jerryja Seinfelda.

## Privatni život
David je rođen u New Yorku 2. srpnja 1947. godine i odrastao je u brooklynskoj židovskoj obitelji. Maturirao je na Sheepshead Bay High School, a potom je diplomirao povijest (1969.) i ekonomiju (1970.) na Sveučilištu Maryland. Nakon fakulteta je 3 godine bio pripadnik rezervnih snaga Američke vojske.
Od 1993. do 2007. godine bio je u braku s istaknutom američkom aktivisticom za zaštitu okoliša Laurie Lennard. Imaju dvije kćerke Cazzei i Romy. Zahtjev za rastavu braka podnijela je Laurie zbog nepomirljivih razlika u karakterima.

## Karijera

### Početci
Karijeru je započeo kao stand-up komičar nastupajući po lokalima New Yorka. Kako bi preživio bio je prisiljen raditi druge poslove, pa je tako radio u dućanu, kao vozač limuzine i TV serviser. U to vrijeme je živio u stambenom kompleksu Manhattan Plaza gdje mu je prvi susjed bio Kenny Kramer, kasnija inspiracija za dobro poznatog Kramera iz serije Seinfeld. Prvi TV angažnan bila mu je večernja humoristična emisija Friday‘s (od 1980. do 1982.) u kojoj je bio scenarist i glumac. Tu je i upoznao i glumca Michaela Richardsa, koji će kasnije utjeloviti lik i djelo Kramera u seriji Seinfeld. Također je kratko (od 1984. do 1985.) bio scenarist u poznatoj američkoj humorističnoj emisiji [Saturday Night Live] (NBC). Tu je upoznao glumicu Juliu Louis-Dreyfus, koja će glumiti Elaine u Seinfeldu.

### Seinfeld
David i komičar Jerry Seinfeld 1989. godine pokreću snimanje pilot epizode za televizijsku kuću NBC pod nazivom "The Seinfeld Chronicles". Pilot epizoda je imala gledanost od 11 posto što je bilo dovoljno da se osigura snimanje prve sezone, ali od tada pod nazivom Seinfeld. David je bio glavni scenarist i izvršni producent serije. Napisao je 62 epizode Seinfelda, uključujući epizodu iz 1992. "The Contest" (natjecanje u apstinenciji od masturbacije) koju je časopis TV Guide] proglasio najboljom TV epizodom svih vremena.Također, lik legendarnog Georgea Contanze je inspiriran likom i djelom Larryja Davida. Manje je poznato da je David i glumio u Seinfeldu - odvjetnika Franka Costanze koji nosi plašt, a također je posudio glas Georgeovom šefu i direktoru New York Yankeesa - Georgeu Steinbrenneru. Nakon 7. sezone nakratko je napustio seriju da bi se vratio u posljednjoj, devetoj sezoni i napisao posljednju epizodu Seinfelda - "The Finale", 1998.
Samo 1998. David je na seriji zaradio oko 250 milijuna dolara, a ukupna zarada se popela na nevjerojatnih 1,7 milijardi dolara.
Sa serijom je bio 19 puta nominiran za prestižnu američku nagradu Emmy i dva puta ju je osvojio - za najbolju komediju i najbolji scenarij.

### Bez oduševljenja, molim!(Curb Your Enthusiasm)
Serija je započela kao jednosatna epizoda pod nazivom "Larry David: Curb Your Enthusiasm", emitirana na američkoj kabelskoj televiziji HBO 17.10.1999. godine. Nakon gotovo godinu dana kreće emitiranje prve epizode Bez oduševljenja, molim! - "The Pants Tent". David je glavni glumac, scenarist i izvršni producent serije. U seriji David glumi karikiranu verziju sebe, ali s mnogim istinitim detaljima iz vlastitog života. Serija je postala poznata po tome što nema striktni scenarij nego se temelji na improvizaciji vrhunskih glumaca-komičara kao npr. Richarda Lewisa, Jeffa Garlina, Teda Dansona, Susi Essman, Wande Sykes, J.B. Smoove, Boba Einsteina i mnogih drugih. U seriji se pojavljuju i neke teme iz Seinfelda, ali David ide korak dalje tako da brojne epizode izazivaju kontroverze. U Američkom leksikonu pop kulture postoji termin "Larry David moment" koji označava nehotično stvorenu neugodnu društvenu situaciju.
Kritika i publika sjajno su prihvatili seriju, te se već sada može reći da je serija postala kultna ne samo u granicama SAD-a. Također, serija je bila 34 puta nominirana za nagradu Emmy i jedanput je osvojila, kao i nagradu Zlatni globus.

### Ostali angažmani
Osim svoja dva glavna projekta David je sudjelovao i u drugim projektima bilo kao glumac, scenarist ili režiser. Nakon Seinfelda je napisao i režirao film "Sour Grapes" ("Kiselo grožđe"). Naslov filma je sugerirao i njegov uspjeh. Film je kritika pokopala, nije postigao nikakav komercijalni uspjeh, a i sam David je zažalio što ga je snimao. Imao je sporedne uloge u dva filma Woodya Allena "Radio Days" i "New York Stories". U Allenovoj komediji "Whatever Works" (2009.) glumi glavnu ulogu. Budući da su mu kćerke obožavateljice TV serije Hannah Montane zajedno s njima se pojavljuje u jednoj od epizoda.

## Vanjske poveznice
|  | Zajednički poslužitelj ima još gradiva o temi Larry David |

- Larry David na IMDB